# Kubit

Graficzne przedstawienie kubitu na sferze Blocha. Dla stanu kwantowego amplitudy prawdopodobieństwa dane są zależnościami: oraz

Po wykonaniu na kubicie pomiaru, znajdzie się on:
z prawdopodobieństwem w stanie
z prawdopodobieństwem w stanie

Kubit (ang. qubit od quantum bit, bit kwantowy) – najmniejsza i niepodzielna jednostka informacji kwantowej.
Z fizycznego punktu widzenia kubit jest kwantowomechanicznym układem opisanym dwuwymiarową przestrzenią Hilberta – wobec czego różni się od klasycznego bitu tym, że może znajdować się w dowolnej superpozycji dwóch stanów kwantowych. Jako model fizyczny kubitu najczęściej podaje się przykład cząstki o spinie ½, np. elektronu, lub polaryzację pojedynczego fotonu. Kubitem może też być kropka kwantowa, a dokładnie – jej ładunek.
Powiązanym pojęciem jest „ebit”, oznaczający jednostkę splątania kwantowego.
Nazwa kubit (ang. qubit) po raz pierwszy pojawiła się w 1995 roku w pracy Quantum coding amerykańskiego fizyka Benjamina Schumachera, w której uogólnił on do przypadku kwantowego twierdzenie Shannona o kodowaniu informacji klasycznej. Praca Schumachera okazała się podwaliną rozważań teoretycznych na temat kwantowego kodowania informacji.

## Definicja
Niech {\displaystyle H^{2}} będzie dwuwymiarową przestrzenią Hilberta nad ciałem zespolonym {\displaystyle C} o bazie ortonormalnej {\displaystyle \{|0\rangle ,|1\rangle \}.} Kubit reprezentowany jest przez unormowany wektor w tej przestrzeni:
{\displaystyle |\psi \rangle =\alpha |0\rangle +\beta |1\rangle }
gdzie {\displaystyle \alpha ,\beta \in \mathbb {C} }  - liczby zespolone zwane amplitudami prawdopodobieństwa, spełniające warunek unormowania:
{\displaystyle |\alpha |^{2}+|\beta |^{2}=1.}
Dowolny stan kubitu jest więc zadany przez kombinację liniową wektorów bazowych. 
Sens fizyczny liczb {\displaystyle \alpha } i {\displaystyle \beta } jest następujący: po wykonaniu na kubicie pomiaru znajdzie się on z prawdopodobieństwem {\displaystyle |\alpha |^{2}} w stanie {\displaystyle |0\rangle } i z prawdopodobieństwem {\displaystyle |\beta |^{2}} w stanie {\displaystyle |1\rangle .} Dokonanie pomiaru zmienia stan kubitu z superpozycji stanów na jeden ze stanów bazowych.
Stany bazowe kubitu oznacza się symbolami {\displaystyle |0\rangle } oraz {\displaystyle |1\rangle } ( notacja Diraca); w zapisie wektorów kolumnowych tradycyjnie identyfikuje się je następująco:
{\displaystyle |0\rangle ={\begin{bmatrix}1\\0\end{bmatrix}},|1\rangle ={\begin{bmatrix}0\\1\end{bmatrix}}.}

## Pomiar stanu kubitu
Określenie wartości {\displaystyle \alpha } oraz {\displaystyle \beta }  kubitu jest niemożliwe w pojedynczym pomiarze. Dlatego w celu uzyskania tych liczb trzeba wykonać wielokrotne pomiary na identycznie przygotowanym kubicie. 

## Zbiór kubitów - rejestr kwantowy
Zbiór kubitów nazywa się rejestrem kwantowym. Stanowi on podstawowy element obliczeniowy komputera kwantowego. Pomiar stanu rejestru kwantowego kończy obliczenia, przy czym stanom końcowym {\displaystyle |0\rangle } kubitów  przypisuje się liczbę 0, a stanom końcowym {\displaystyle |1\rangle } kubitów przypisuje się liczbę 1.